# شون أ. مور
شون أ. مور (بالإنجليزية: Sean A. Moore)‏ (20 أبريل 1964 - 23 فبراير 1998)؛ روائي أمريكي.